# Xènies de Parràsia
Xènies de Parràsia (en llatí Xenias, en grec antic Ξενίας), nascut a Parràsia, a l'Arcàdia, fou un comandant de mercenaris al servei de Cir el Jove, al que va acompanyar amb 300 homes a la cort persa quan va ser cridat pel seu pare Darios el Gran l'any 405 aC.
Després del retorn de Cir a la seva satrapia va ser comandant de la guarnició a diverses ciutats jòniques sota control de Cir. Junt amb 4000 soldats es va unir al príncep en la seva expedició contra el seu germà Artaxerxes II de Pèrsia per obtenir la corona l'any 401 aC, deixant a la satrapia un nombre reduït de soldats per fer de guarnició a les principals ciutats.
A Tars una part dels seus soldats junt amb una part del grup de Pasió de Megara es van separar de Xènies i es van unir a Clearc d'Esparta, i Cir va permetre el canvi de comandament. Xènies i Pasió van abandonar l'expedició al Myrindarus i van retornar a Grècia, segons diu Xenofont.